# La Grada
El Diario La Grada és un diari esportiu fundació, el 18 d'agost de 2012 centrat principalment en la cobertura de la informació del Reial Club Deportiu Espanyol de Barcelona editat pel Grupo Zeta, propietat de Prensa Ibérica que es publica dues vegades a la setmana, els dissabtes i el dia següent a un partit del primer equip de futbol del RCD Espanyol. Dirigit inicialment per José Sánchez, el dirigeix Jordi Luengo.
Va néixer per omplir el dèficit en la informació del RCD Espanyol a les publicacions periòdiques de paper, consolidant-se com un mitjà de referència en la cobertura de l'actualitat del conjunt 'perico', i especialment després de la desaparició del periòdic especialitzat Blanc-i-blau en 2011. A banda de difondre totes les informacions relacionades amb el primer equip, també informa de les categories inferiors del club, els equips femenins i els aspectes socials de l'entitat.
El 2014, la publicació va emprendre el premi Perico de l'any, una gala que destaca els espanyolistes més destacats durant l'any.